# Шишкенеры
Шишкене́ры (чув. Шешкенер) — деревня в Чебоксарском районе Чувашской Республики. Входит в состав Акулевского сельского поселения.

## География
Находится в северной части Чувашии на расстоянии приблизительно 14 км на восток-юго-восток по прямой от районного центра поселка Кугеси.

## История
Известна с 1858 года как околоток деревни Мамалаева (ныне не существует). В 1897 году учтено 144 жителя, в 1926 — 38 дворов, 183 жителя, в 1939—185 жителей, в 1979 — 80 . В 2002 году было 26 дворов, 2010 — 25 домохозяйств. В период коллективизации образован колхоз «Красная звезда», в 2010 году действовал колхоз им. Свердлова.

## Население
Постоянное население составляло 59 человек (чуваши 100 %) в 2002 году, 61 в 2010.